# Lev ha-Ir Darom

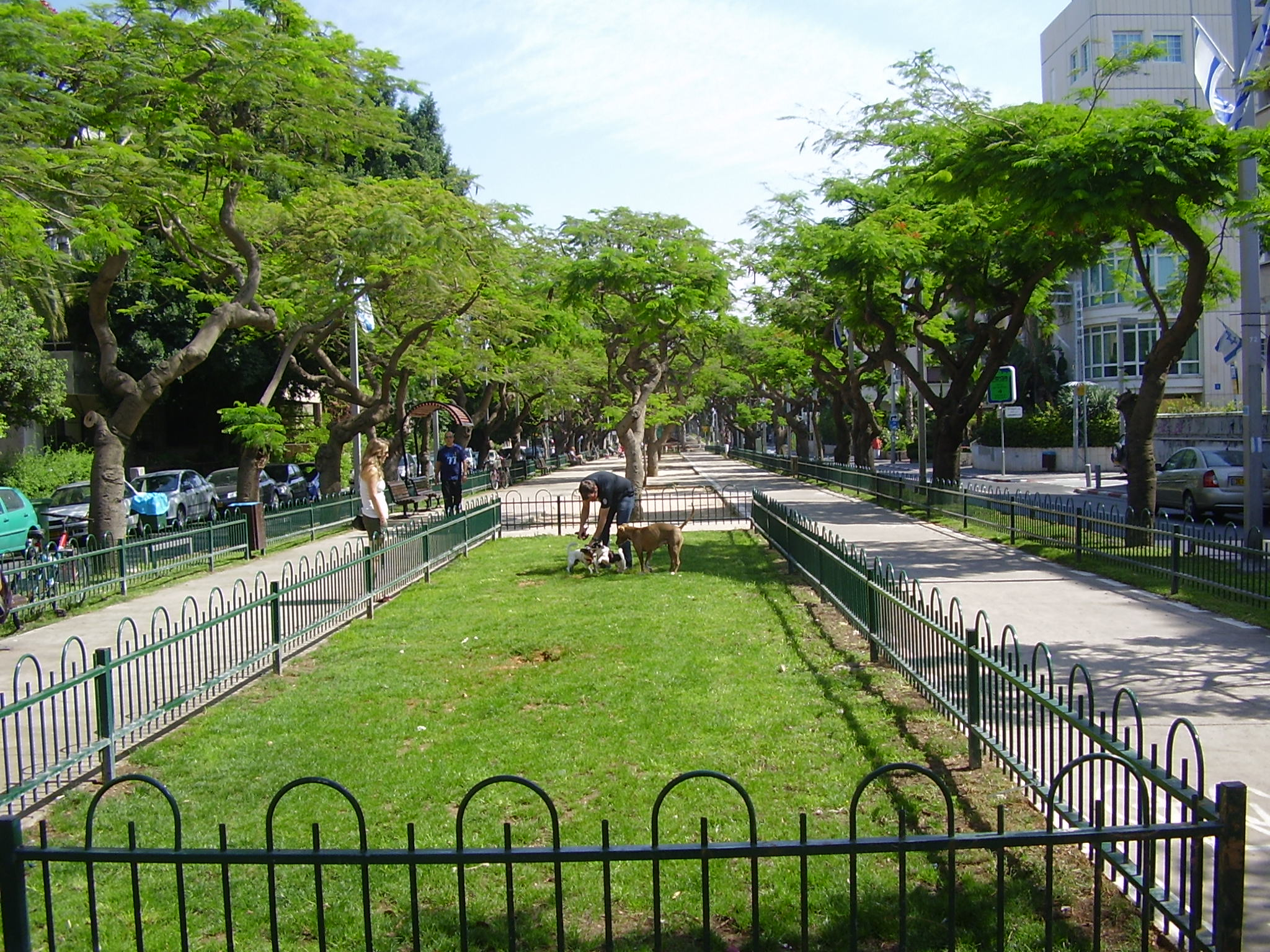
Zástavba v čtvrti Lev ha-Ir Darom, bulvár Sderot Rothschild

Lev ha-Ir Darom (hebrejsky: לב העיר דרום, doslova Střed města-jih) je čtvrť v centrální části Tel Avivu v Izraeli. Je součástí správního obvodu Rova 5 a samosprávné jednotky Rova Lev ha-Ir.

## Geografie
Leží v jižní části centrální části Tel Avivu, cca 1 kilometr od pobřeží Středozemního moře, v nadmořské výšce okolo 30 metrů.

## Popis čtvrti
Čtvrť na severu vymezuje ulice Šejnkin, na jihu ulice Derech Menachem Begin, na východě ulice Jehuda ha-Levy, ha-Rakevet a Derech Menachem Begin a na západě ha-Šachar, Jehošua ha-Talmi, Herzl a Jehuda ha-Levy. Nejvýznamnějšími lokálními komunikacemi v této oblasti je jižní část Allenbyho ulice, dále bulvár Sderot Rothschild a ulice Balfour. Zástavba má charakter husté blokové městské výstavby. Izolovaně tu vyrůstají i nové výškové komplexy. V roce 2007 tu žilo 4145 lidí. 